# 中川浩一 (外交官)
中川 浩一（なかがわ こういち、1969年8月6日 - ）は日本の元外交官、アラビア語の天皇通訳・総理通訳。
2020年8月から三菱総合研究所主席研究員、中東ビジネスコンサルタント。2024年2月から日本国際問題研究所客員研究員（中東）を兼務。外交官時代に、天皇陛下、総理大臣、外務大臣の政府公式アラビア語通訳官を務める。

## 来歴
1969年8月6日:京都府長岡京市生まれ。京都府立乙訓高等学校、慶応義塾大学商学部卒業。
1994年4月:外務省入省（アラビア語専門職採用）。
1998年7月 - 2001年6月:在イスラエル日本大使館、対パレスチナ日本政府代表事務所勤務。2001年7月 - 2004年6月:外務本省条約局国際協定課。2004年7月 - 2008年6月:外務本省中東アフリカ局中東第２課イラク班長。
2008年7月 - 2011年9月:在米国日本大使館一等書記官（政務班中東担当）。2011年9月 - 2015年2月:在エジプト日本国大使館一等書記官。2015年3月 - 2017年7月:総合外交政策局政策企画室首席事務官。
2017年 - 2019年、大臣官房報道課首席事務官。また外務省アラビア語試験委員を務める。
2019年12月 - 2020年7月:国際協力局地球規模課題総括課地球規模課題分野別交渉官。
2020年:7月、外務省退職。8月から三菱総合研究所主席研究員・チーフコンサルタント。
2024年2月、日本国際問題研究所客員研究員（中東担当）も兼務。
アラビア語通訳を務めたアラブ諸国の指導者は、イラク（マーリキー首相、ジャアファリ首相、ハッサーニ・ムサンナー県知事）、エジプト（ムバラク大統領）、サウジアラビア（アブドッラー国王、スルタン皇太子）、ＵＡＥ（ハリーファ大統領）、カタール（ハマド首長）、クウェート（サバーハ首長）、パレスチナ（アラファトPLO議長、アッバース大統領）、イエメン（サーレハ大統領）。

## 著書
- 総理通訳の外国語勉強法（講談社、2020年講談社現代新書）‐「現役東大生が選ぶ『1年間で読んだおすすめの1冊』３３選　理系編」選出

- プーチンの戦争（幻冬舎、2023年）
- ガザ（幻冬舎、2023年）
- 世界は見ている、ここが日本の弱点（育鵬社、2024年）
- 中東危機がわかれば世界がわかる（幻冬舎、2024年）
- 「新しい中東」が世界を動かす（ＮＨＫ出版、2025年）
- たった2単語で話がはずむ英会話（青春出版社、2025年）

### 講演・セミナー
- トランプ2.0で日本はどう生き残るか（2025年１月、京都地域企業振興会）
- 緊迫の中東情勢とビジネスの動向（2024年8月、EMBセミナー）
- なぜパレスチナ問題は解決できないのか（2024年7月、慶応義塾大学SFC）
- イスラエル・イラン対立とビジネスへの影響（2024年5月、大阪商工会議所）
- なぜパレスチナ問題は解決できないのか（2023年11月、大阪商工会議所）
- 戦争と平和の分かれ道（2022年6月、慶応義塾大学SFC）
- ウクライナ侵攻と中東の地政学、エネルギー安全保障～バイデン政権の苦悩、日本の針路～（2022年4月、ジェトロドバイ・ウェビナー）
- UAE・日本・イスラエル　イノベーションフォーラム（2022年1月、JETRO）
- 日本と中東のビジネス関係について（2021年12月、世界アラビア語連盟シンポジウム）
- アフガニスタンをめぐる国際情勢とビジネスへの影響（2021年10月、大阪商工会議所）
- バイデン政権の中東政策（2021年9月、JETROセミナー）
- タリバンによる政権奪取後のアフガニスタンと中東の地政学リスク（2021年8月、日本経済団体連合会）
- グローバル・イノベーション・フォーラム（GIF）注目地域セミナー：中東情勢を知り、世界ビジネスの行方を知る！（2021年7月、大阪商工会議所）
- バイデンのアメリカ（中東政策～再関与か「脱・中東」か～）（2021年6月、日本記者クラブ）
- 通訳の極意（2019年6月、東京外国語大学）
- 世界と勝負する君へ（2018年10月、宮崎西高校、宮崎学園高校）
- 外務省の役割と日本外交（2016年4月、立命館大学）
- 日本の外交政策（2015年10月、亜細亜大学）

### 寄稿
- 戦略アウトルック2025　混迷するパレスチナと産油国を中心とするビジネスチャンスJIIA -日本国際問題研究所-
- ユダヤ対ペルシャの新たな中東戦争　長期化は避けられず（2024年10月、産経新聞）
- 「特集」緊迫の中東情勢 米衰退と中国躍進　戦闘は点から面に 日本積極関与を（2024年10月、共同通信）
- イランによるイスラエル攻撃とその余波（2024年３月、JIIA -日本国際問題研究所-）
- フーシ派攻撃「イラク戦争の泥沼化を想起」　中川浩一氏　日本、働きかけ強化を（2024年1月、産経新聞）
- イスラエル　人類史上最もやっかいな問題（2023年1月、NHK出版）解説
- 独学入門（ムダのないオリジナル単語帳）（2022年8月、PRESIDENT、MOOK）
- バイデン大統領の中東訪問～人権かエネルギーか、アメリカのジレンマ～（2022年8月、中東協力センターニュース）
- ウクライナ侵攻で再び露呈した日本の難民認定問題　なぜ「避難民」と呼び区別するのか（2022年7月、朝日新聞）
- 脱炭素で広がる中東のビジネス（2022年3月、日本経済新聞）
- 勉強の達人が教える「超スピード学習法」（ムダのないオリジナル単語帳）（2022年1月、PRESIDENT）
- 「対テロ戦争」終わっていない（2021年9月、産経新聞）
- 中東新時代～「光」と「陰」～（2021年8月、中東協力センターニュース）
- 中東が日本企業にもたらす好機（2020年12月、日経新聞）
- 湾岸戦争30年（2020年8月、産経新聞）

### コラム
```
元首相通訳・中川浩一の世界でビジネスをするための外国語習得術（朝日新聞GLOBE+）
```

- 日本人は語学力が低下傾向？自動翻訳に頼らず自分の力でビジネスをつかむ6つの心得（2023年4月）
- 首相通訳の醍醐味、日米首脳会談でも行われた「テタテ」とは？最新ニュースから学ぼう（2023年2月）
- 世界で４人に１人はイスラム教徒　中東アラブの文化を表す七つのアラビア語を知ろう（2023年1月）
- 恥をかいても気にしない！発音を上達させるのは人前での練習　最新ニュースで練習しよう（2022年12月）
- 人と話さなくても苦じゃない私がスピーキング力を磨いた方法は？最新ニュースで学ぼう（2022年10月）
- 「65歳からでも短期間で外国語を習得できますか？」元外交官の答えと上達のコツ（2022年10月）
- コロナで対面で外国語を練習する機会がないあなたへ　おすすめの場所、お教えします（2022年8月）
- 英語が話せるだけではグローバル人材とはいえない　新しく学ぶなら言語はこう選ぼう（2022年7月）
- 外国語のスピーキング、速度を上げる練習法を教えます。最新ニュースで練習しよう（2022年6月）
- 外国語で世界の扉を開こう。ゼロから首相通訳になった元外交官の語学勉強法（2022年4月）
- 世界秩序を揺るがすロシアのウクライナ侵攻。英文を参考に自分の意見を発信しよう。（2022年4月）
- 外国語を学ぶあなたへ「才能はいらない」「あきらめずに」自律した学習で世界の扉を開こう（2022年3月）
- ビジネス会話で大事なのは「二の矢」。相手の話のポイントをつかむ、効果的な練習法って？（2022年2月）
- 北京オリンピックの外交的ボイコットについて、外国人にしゃべってみよう！（2022年2月）
- 世界の原油価格高騰、日本初の石油の国家備蓄放出について外国人にしゃべってみよう！（2021年12月）
- 最近話題の経済安全保障「半導体ビジネス」について自分の意見をしゃべってみよう！（2021年11月）
- 外国語のリスニング、ビジネスで使うなら「聞き流すだけ」はNG！その理由は？（2021年10月）
- アウトプットの「表現力」を高める「パラフレージング」（言い換え）を練習しよう！（2021年9月、朝日新聞）
- 「日本語脳」をフル活用。あなただけの「オリジナル単語帳」を作ろう！（2021年8月）
- 1つの日本語からいくつの英単語が言えますか？ターゲットを洗い出してアウトプットしよう（2021年6月）
- 「伝える」意識が何より大事。受験勉強の「和訳」「英訳」から卒業しよう（2021年5月）
- 外国語の習得に「ネイティブ脳」はいらない。「日本語脳」を徹底的に鍛えよう（2021年5月）
- 4月、ゼロから外国語をはじめよう。元首相通訳が教える学習のカギは「出口戦略」と「アウトプット」（2021年4月）

```
パックン×中川浩一の「これだけは知っておこう世界のニュース」（朝日新聞GLOBE+）
```

- ロシアに接近する中国の和平案は茶番？ウクライナ侵攻の道筋は描けるか（2023年3月）
- 国際会議か国会か？閣僚が国会日程に縛られないアメリカの三権分立と首脳外交（2023年3月）
- バイデン大統領が見せた巧みな政権運営術、今年の一般教書演説から分かること（2023年2月）
- トルコ・シリア地震、内戦やクルド人問題、国際援助を阻む複雑な政治事情（2023年2月）
- 日本、台湾、ウクライナ　　アメリカが体を張って守るのはどこまで？（2023年１月）
- 強硬保守派が揺さぶるアメリカ議会、アメリカ主導で国際秩序は取り戻せるか（2023年１月）
- ウクライナへの「支援疲れ」の懸念、バイデン政権の外交政策はどうなる？（2022年12月）
- アメリカ中間選挙、上院辛勝の民主党が歓喜する理由　次期大統領選の有力候補は（2022年12月）
- プーチン大統領は「核」を使う？アメリカの「レッドライン」と中間選挙の行方（2022年10月）
- アメリカは「だらしなくなった」？北朝鮮ミサイル問題から日本の防衛を考える（2022年10月）
- 「持たざる国」日本が直面する経済安全保障問題、「強い国」へ取るべき道は（2022年9月）
- 安倍晋三元首相の国葬めぐる議論、そもそも国葬は何のためにあるのか（2022年9月）
- ペロシ下院議長の台湾訪問は「迷惑」でもバイデン大統領が止められない理由（2022年8月）
- バイデン大統領がサウジなど歴訪。中東への「再関与」を打ち出した思惑とは（2022年8月）
- ロシアの脅威にかつてなく結束するNATO、日本の核保有めぐる議論の行方は（2022年7月）
- 「民主主義」対「権威主義」のオセロゲームが続く世界。正念場のG7を考える（2022年7月）
- IPEFって何？高インフレでも「TPPに復帰」と言えないアメリカの苦しい事情（2022年6月）
- 海外派兵に消極的なアメリカは日本を守る？日米関係と安全保障を考えよう（2022年6月）
- エネルギーか人権か、アメリカとサウジの外交駆け引きを日本が傍観できない理由（2022年5月）
- ウクライナ侵攻は長期化の様相。二極化する世界で日本がとるべき道は？（2022年5月）
- 「平和」と「武力」が戦う時代に　ウクライナ侵攻、世界の構図はどう変わる？（2022年3月）
- 生活か正義か、問われる日本の針路　エネルギーの視点で読み解くウクライナ侵攻（2022年3月）
- プーチン大統領の狙いは？ウクライナ情勢、NATOをめぐる思惑（2022年2月）
- 北京オリンピックが示した世界の二極化、中国は心細い？中国詣での裏側を読み解く（2022年2月）
- 2022年のバイデン外交、「ロシア」「アジア」「中東」の3大リスクにどう向き合う（2022年1月）
- 2022年の世界の動きと注目点は？　アメリカの中間選挙は世界の岐路に（2022年1月）
- 外交と内政、両面で苦労したバイデン政権。2022年に控える課題を点検しよう。（2021年12月）
- 2021年の世界の動きを振り返る。民主主義サミット、狙いはいいけどやり方がいまいち？（2021年12月）
- 「台湾」「経済連携」で火花を散らすアメリカと中国　バイデン政権下の国際情勢を考える（2021年12月）
- バイデン氏大統領選勝利から1年　州知事選挙で与党・民主党候補が敗北した理由を考える（2021年11月）
- ミサイルで揺さぶる北朝鮮、TPP参加急ぐ中国と台湾　バイデン政権下の国際情勢を考える（2021年10月）
- クアッド（QUAD）とオーカス（AUKUS）ってなに？バイデン政権下の国際情勢を考える（2021年10月）
- アメリカ軍が撤退したアフガン、世界の「駆け引き」の主戦場に　日本への影響は？（2021年9月）
- アフガン撤退後のアメリカの先行きは？「テロとの闘い」から「対中強硬路線」にシフト、成否は？（2021年9月）
- 中国共産党が創立100周年。アメリカと中国の関係を考える「トウキディデスのわな」とは？（2021年8月）
- 米中対立の裏にみえるEUのしたたかさ。日本はどう立ち振る舞うべき？（2021年8月）
- 世界の関心を効率的に知る方法。G7首脳会合をわかりやすく読み解こう（2021年7月）
- 中東の2つの大きな動きと気候変動政策のこれから。世界の「変化」はこう見よう（2021年7月）
- 衝突続いたガザ。問題の背景は？世界のニュースを知ってビジネスに生かそう（2021年6月）
- アメリカの「人権重視」が日本のビジネスパーソンに与える影響。バイデン政権の思惑を読み解くと（2021年6月）

```
ポストSDGｓ　ビジネスのカタチ（朝日新聞SDGsAction）
```

- トランプ政権発足で気候変動政策はどう変わるのか～COP29の現場から（2024年12月）
- 防災先進国日本の取り組み　いかにグローバルビジネスにつなげるか（2024年10月）
- ウェルビーイングという指標の可能性とは（2024年7月）
- 大阪・関西万博はドバイ万博から何を学ぶべきか（2024年1月）
- サウジアラビアの改革 女性の権利拡大は本物か（2023年3月）
- カーボンニュートラルは可能なのか、そのための実行戦略は？（2023年2月）
- 食品ロスを日本の技術で解決するには　（2022年10月）
- いま注目したいインパクト投資とは？（2022年9月）
- 中東に脱炭素ビジネスの商機あり（2022年7月）
- 「介護はロボットがする」という時代に？　日本の「介護ビジネス」が描く未来（2022年3月）
- 大阪・関西万博のあるべき形とは？「万国博」は、人々のアイデアが集まる「万人博」へ（2022年2月）
- 「デジタル通貨」の未来は？世界はどう動いている？SDGsのその先の世界を描こう。（2021年12月）
- 人生100年時代の「アクティブ・エイジング」とは？「SDGs」の先の世界を描こう！（2021年9月）
- SDGsのその先の世界を描こう。究極の未来エネルギー「水素」のビジネス化がカギ。（2021年8月）

## 出演番組
- イスラエルとレバノンの対立激化（2024年10月、日本テレビNews　Zero）
- 第５次中東戦争は始まっている（2024年8月、BS11　情報インサイドアウト）
- サウジアラビアとイランの国交回復（2023年3月20日、BS日テレ深層ニュース）
- サウジアラビアとイランの国交回復合意（2023年3月、J-wave）
- トルコ・シリア大地震（2023年2月、NHK週刊まるわかりニュース）
- 習近平中国国家主席のサウジアラビア訪問（2022年12月、BS日テレ深層ニュース）
- イランのへジャブ・デモの行方（2022年10月、BS日テレ深層ニュース）
- バイデン大統領の中東訪問（2022年7月、BS日テレ深層ニュース）
- 緊迫するアフガニスタン、国際社会は、日本は？（2021年9月、NHK日曜討論）
- アフガニスタンからの米軍撤退（2021年8月、TBS・NEWS23）
- イスラエルによるガザ空爆（2021年5月、NHKニュース7（2回）、NHKニュースウォッチ9、TBS・NEWS23、TBS・Nスタ）
- イラン核問題をめぐる米・イラン対立（2021年2月、NHKニュース7）
- サウジアラビア等アラブ諸国とカタールの国交回復（2021年1月、NHKニュース）
- 米国バイデン政権の中東政策（2020年11月、NHK BS1国際報道、2020年12月、BS TBS報道1930）
- イスラエルとUAE・バーレーン国交正常化合意（2020年9月、NHKニュース7）

### インタビュー記事
* 交論　サウジ・イラン合意の波紋（2023年4月8日、朝日新聞）
- サウジアラビアとイランの国交回復合意（2023年3月、産経新聞、共同通信）
- イスラエル総選挙でネタニヤフ氏勝利（2022年11月、東京新聞）
- 望まぬ油乞い外交（2022年7月、産経新聞）* バイデン大統領の中東訪問の狙い（2022年7月、朝日新聞）
- 「脱炭素」掲げても石油を捨てきれない中東産油国。ジレンマに日本が無関係ではない理由（2022年1月、ハフポスト日本版）
- 教訓生かし中東外交転換（2021年12月、共同通信、北海道新聞、河北新報、岩手日報）
- 米・イランの狭間　イラク混迷（2021年10月、毎日新聞）
- 日本、中東の「力の空白」に懸念（2021年8月、日経新聞）
- イスラエル極右政権誕生(2021年6月、産経新聞）
- 軍事の中心　西から東へ（2021年5月、日経新聞）
- 米の中東政策見直しか（2021年5月、毎日新聞）
- 米、再関与か、「脱・中東」か（2021年5月、時事通信）
- 孤立を深めるパレスチナ人（2021年5月、産経新聞）
- イスラエル・パレスチナ衝突激化（2021年月、日経新聞）
- パレスチナ問題放置が背景（2021年5月、共同通信）
- イスラエル軍によるガザ空爆（2021年5月、朝日新聞）
- 日米首脳会談の「影の立役者」、首相通訳とは？（2021年4月、朝日新聞）
- 日本は中東で存在感を高めよ（第2回日アラブ政治対話）（2021年4月、時事通信）
- 米国の中東撤退戦略は変わらない　中国・イラン、包括協定（2021年3月、朝日新聞）
- イラン核合意（2021年2月、朝日新聞、時事通信）
- 米国バイデン政権の中東政策（2020年11月、産経新聞、共同通信）
- 首相通訳の役割（2020年10月、朝日新聞）
- イスラエルとUAE・バーレーン国交正常化合意（2020年9月、産経新聞、毎日新聞、西日本新聞、2020年10月、ハフポスト日本版）
- イスラエルとUAE国交正常化合意（2020年8月、日経新聞、毎日新聞、産経新聞）

### 対談記事
- 元総理通訳と国連機関の親善大使を務める女優が語る「外国語学習の真髄」（紺野美沙子UNDP親善大使との対談インタビュー、2020年8月、講談社現代ビジネス）
- 「外国語習得の極意」を、池上彰と元総理通訳が伝授！（対談・前編、2021年3月、講談社現代ビジネス）
- 米軍によるシリア空爆（2021年2月、日経新聞、産経新聞、朝日新聞）
- バイデン政権でどうなる中東？ 池上彰と元アラビスト外交官が深堀り解説！（対談・後編、2021年3月、講談社現代ビジネス）
- バイデン政権の外交・内政について、パックンと元外交官が深堀り解説（対談、2021年5月、講談社現代ビジネス）
- 「日本人は英語が話せる！」パックンと元総理通訳がノウハウを伝授（対談・後編、2021年5月、講談社現代ビジネス）